# Râul Drighiu
Râul Drighiu este un curs de apă, afluent al râului Valea Mare. Cursul superior al râului este numit de localnici și Râul Josani

## Hărți
- Județul Sălaj - Harta interactiva  Arhivat în 19 august 2013, la Wayback Machine.